# Dornette
Die Dornette ist ein kleiner Fluss in Frankreich, der im Département Nièvre in der Region Bourgogne-Franche-Comté verläuft. Sie entspringt im südlichen Gemeindegebiet von Dornes, entwässert generell Richtung Nordnordost und mündet nach rund 17 Kilometern an der Gemeindegrenze von Saint-Germain-Chassenay und Avril-sur-Loire als linker Nebenfluss in den Abron.

## Orte am Fluss
(Reihenfolge in Fließrichtung)
- Ray, Gemeinde Dornes
- Le Grand Moulin, Gemeinde Dornes
- Dornes
- Mulnet, Gemeinde Dornes
- Montempuis, Gemeinde Saint-Parize-en-Viry
- Saint-Germain-Chassenay
- Beauregard, Gemeinde Saint-Germain-Chassenay
- Bonnay, Gemeinde Avril-sur-Loire